# Carlos Pavón Campos
Carlos Pavón Campos es un político y líder sindical mexicano, miembro del Partido Revolucionario Institucional. Ha sido en dos ocasiones diputado federal.

## Reseña biográfica
Carlos Pavón Campos tiene estudios máximos de secundaria. Ha sido miembro del Sindicato Nacional de Trabajadores Mineros, Metalúrgicos y Similares de la República Mexicana durante toda su carrera política y de cuyo comité central fue secretario de Asuntos Políticos. En 2010 fundó una nueva organización sindical que denominó Sindicato Nacional Minero-Metalúrgico - Frente de que se desempeña como secretario general.
De 1991 a 1992 fue secretario de Orden del comité estatal del PRI en Zacatecas, y de 2004 a 2005 fue subsecretario de Organización del comité ejecutivo nacional del PRI.
En 1988 fue elegido por primera ocasión diputado federal, en representación del Distrito 4 de Zacatecas a la LIV Legislatura que concluyó en 1991 y en 2018 volvió a la Cámara de Diputados, en esta ocasión por el principio de representación proporcional a la LXIV Legislatura, en la que ocupa los cargos de secretario de la comisión de Seguridad Social; e integrante de las comisiones de Trabajo y Previsión Social; y de Vivienda.